# 박처사
박처사(朴處士, 생년 미상 ~ 1908년 5월 13일)는 대한제국 독립운동가(의병 활동)이다.

## 생애

### 출생
경상북도 안동(安東) 출생이며 일명 박상면(朴尙勉)이고 호(號)는 석남(奭南)이다. 

### 일생
1908년 5월 2일 대한제국 국권 회복을 위해 경상북도 안동 지방에서 기의(起義)하여 의병 300명을 인솔하고 활동하였으며 1908년 5월 13일 경상북도 대구(大邱)경찰서에서 경북 안동 분서로 가는 왜인 순사 일행을 납치 사살하였다가 결국 일경이 쏜 총에 사살되어 순국하였다. 

## 사후
대한민국 정부에서는 고인의 공훈을 기리어 1991년 3월 1일에 건국훈장 애국장을 추서하였다.